# 3265 Флетчер
3265 Флетчер (3265 Fletcher) — астероїд головного поясу, відкритий 9 листопада 1953 року.
Тіссеранів параметр щодо Юпітера — 3,496.